# Jack Wilson (canottiere)
John Hyrne Tucker Wilson, detto Jack (Bristol, 17 settembre 1914 – 16 febbraio 1997), è stato un canottiere britannico.

## Palmarès

### Olimpiadi
- 1 medaglia:
  - 1 oro (Londra 1948 nel due senza)